# 이음재
이음재(李崟宰, 1955년 4월 15일 ~ )는 경기도의원을 지낸 대한민국의 정치인이다.

## 이력
1994년부터 2015년 12월 15일까지 성가정유치원 원장을 역임했으며 유아교육자로서의 길을 걷기 시작했고 2014년 경기도 사립유치원연합회 회장에 취임해 2016년 1월까지 임기를 했으며 2015년 1월부터 2016년 2월 16일까지 새누리당 부천원미갑 당협위원장을 역임하고 현재 제20대 총선 부천시 원미구(갑) 새누리당 국회의원 예비후보로 출마했다.
2016년 3월 4일 새누리당 공천관리위원회는 단수 추천지역과 1차 경선지역, 여성우선추천, 청년우선추천지역을 선정했는데 여성우선추천지역으로 결정된 부천원미갑 지역의 예비후보로 공천에 확정되었다. 그러나 현역 의원인 더불어민주당 김경협 후보에 밀려 낙선하였다.

## 학력
- 약대초등학교
- 공항상업고등학교
- 5년제 한국방송통신대학교 가정교육학과 학사
- 중앙대 교육대학원 교육학 석사
- 가톨릭대 대학원 행정학과 행정학과 박사

## 주요경력
- 1994.3.10 ~ 2015.12.14 성가정유치원 원장
- 2006.07 ~ 2010.06 제7대 경기도의회 의원(교육상임위원회)
- 2007.05 ~ 2010.07 부천시 새로나여성축구단 단장
- 2008.3.1 ~ 2010.6.30 제2대 경기교육포럼 공동대표
- 2013.03 ~ 2015.07 교육부 학교교육분과 자문위원
- 2014.01.20 ~ 2016.01.31 사립유치원총연합회 경기지회장
- 2015.01.27 ~ 2016.02.16 새누리당 부천원미갑 당협위원장
- 2015.07 ~ 2015.12.14 교육부 중앙유아교육위원회 위원
- 2017.02 ~ 2018.09 자유한국당 경기도당 부천원미갑 당협위원장
- 자유한국당 경기도당 교육위원장
- 자유한국당 경기도당 정책개발본부 학교폭력대책위원장
- 2018.12 ~ 2020.02 : 자유한국당 경기도당 부천원미(갑) 당협위원장
- 2018.01 ~ : 21세기여성정치연합 전국 상임대표
- 2019.09 ~ 2020.02 : 자유한국당 경기도당 당협조직본부 서부권본부장
- 2020.09 ~ 2024.01 : 국민의힘 경기도당 부천원미(갑) 당협위원
- 2021.12 ~ 2022.01: 국민의힘 경기도 살리는 선거대책위원회 선거대책위원장단 공동선거대책위원장
- 2022.04: 국민의힘 김은혜 6·1지방선거 경기도지사 예비후보 선거대책위원회 본부장
- 국민의힘 경기도당 정책개발본부 부본부장
- 2024.03~2024.04: 제22대 총선 국민의힘 경기도당 선거대책위원회 공동본부장

## 역대 선거 결과
|  | 49.38% |

|  | 54.81% |

|  | 42.43% |

|  | 34.64% |

|  | 36.07% |